# Yoshimi Battles the Pink Robots
Albums de The Flaming Lips
The Soft Bulletin
(1999) At War with the Mystics
(2006)
Yoshimi Battles the Pink Robots est un album de The Flaming Lips, sorti en 2002.

## L'album
Il est certifié disque d'or par la RIAA et fait partie des 1001 albums qu'il faut avoir écoutés dans sa vie. Il atteint la 50e place du Billboard 200. Le groupe reçoit le Grammy Awards de la meilleure performance instrumentale (2002) pour le titre Approaching Pavonis Mons by Balloon (Utopia Planitia). 

### Titres
Tous les titres sont de Wayne Coyne, Steven Drozd et Michael Ivins, sauf mentions. 
1. Fight Test (The Flaming Lips, Dave Fridmann, Cat Stevens) (4:14)
2. One More Robot/Sympathy 3000-21 (4:59)
3. Yoshimi Battles the Pink Robots Pt. 1 (4:45)
4. Yoshimi Battles the Pink Robots Pt. 2 (2:57)
5. In the Morning of the Magicians (6:18)
6. Ego Tripping at the Gates of Hell (4:34)
7. Are You a Hypnotist?? (4:44)
8. It's Summertime (4:20)
9. Do You Realize?? (The Flaming Lips, Dave Fridmann) (3:33)
10. All We Have Is Now (3:53)
11. Approaching Pavonis Mons by Balloon (Utopia Planitia) (3:09)

### Musiciens
- Wayne Coyne : guitare, voix
- Steven Drozd : guitares, claviers, synthétiseurs, batterie, voix
- Michael Ivins : basse, claviers, voix
- Yoshimi P-We : vocalisation